# Tutu (album)
Tutu je studiové album amerického jazzového trumpetisty Milese Davise, vydané v prosinci 1986 u vydavatelství Warner Bros. Records. Album bylo nahráno od února do března 1986 za výrazné pomoci Marcuse Millera. Miles Davis za album získal cenu Grammy.

## Tvorba alba
Původně byla v plánu spolupráce s popovým zpěvákem a textařem Princem. Davis nakonec spolupracoval Marcusem Millerem, který je autorem všem skladeb a aranží, kromě skladeb „Tomaas“ (spolupráce s Davisem), „Backyard Ritual “ (George Duke) a „Perfect Way“ (Scritti Politti).
Album Tutu produkoval Tommy LiPuma a Marcus Miller s výjimkou „Backayard ritual“, kterou koprodukovali Duke a LiPuma.
Přebal alba navrhla Eiko Išioka, autorem fotografie je Irving Penn. Išioka získaka v roce 1987 Cenu Garmmy za Nejlepší přebal.

## Seznam skladeb
| Pořadí         | Název                | Autor                        | Délka |
| -------------- | -------------------- | ---------------------------- | ----- |
| 1.             | Tutu                 | Miller                       | 5:15  |
| 2.             | Tomaas               | Miller, Davis                | 5:38  |
| 3.             | Portia               | Miller                       | 6:18  |
| 4.             | Splatch              | Miller                       | 4:46  |
| 5.             | Backyard Ritual      | Duke                         | 4:49  |
| 6.             | Perfect Way          | David Gamson, Green Gartside | 4:35  |
| 7.             | Don't Lose Your Mind | Miller                       | 5:49  |
| 8.             | Full Nelson          | Miller                       | 5:06  |
| Celková délka: | Celková délka:       | Celková délka:               | 42:05 |

## Obsazení
- Miles Davis – trubka
- Marcus Miller – baskytara, kytara, syntezátory, bicí automat, basklarinet, sopránsaxofon
- Jason Miles – syntezátory
- Paulinho da Costa – perkuse
- Adam Holzman – syntezátory
- Steve Reid – perkuse
- George Duke – klávesy
- Omar Hakim – bicí, perkuse
- Bernard Wright – syntezátory
- Michał Urbaniak – elektrické housle
- Jabali Billy Hart – bicí, bonga